# 尊勝佛頂

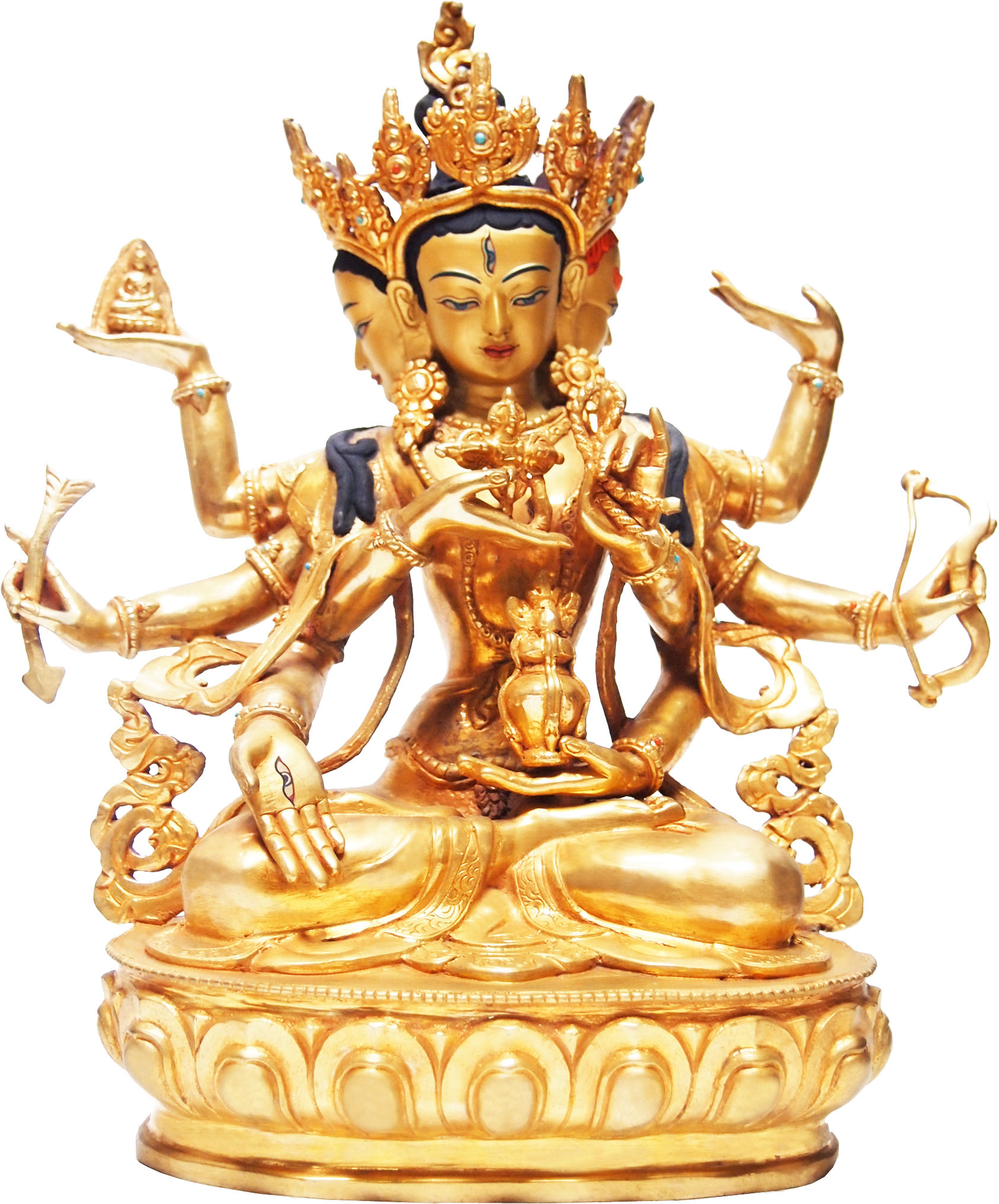
藏傳佛教風格的尊勝佛母像

尊勝佛頂，又稱尊胜佛母、如來頂髻尊勝佛母、佛頂尊勝佛母、最勝佛頂、除障佛頂、除障佛頂輪王，半音译作烏瑟膩沙尊勝佛母（梵语转写：Uṣṇīṣa-vijayā，意为“顶首－尊胜”；藏語：གཙུག་གཏོར་རྣམ་རྒྱལ་མ།，威利转写：gtsug tor rnam rgyal ma，THL：Tsuktor Namgyelma），是佛教密宗中的佛頂尊，為毗盧遮那佛肉髻或釋迦牟尼佛頂上所化，能破除一切煩惱、業障、穢惡、惡道之苦，亦有祈雨法。此尊為尊勝咒之本尊、藏傳佛教長壽三尊之一，亦為漢傳密宗五佛頂、八佛頂、九佛頂、十佛頂之一，在西藏、蒙古、尼泊爾等地皆受尊崇。

## 法相
尊勝佛頂常見形象為白色身、頂戴五葉寶冠、三面八臂、身上裝飾瓔珞、趺坐。其三面各具三隻慧眼，正面白色現慈悲莊嚴貌代表消災息難，右面黃色微笑代表增福益壽，左面藍色怒相代表降伏惡道。八臂則分述如下：
- 右側第一手立十字羯磨金剛杵於胸前，象徵降魔
- 右二手托蓮座、蓮上有阿彌陀佛
- 右三手持箭矢，象徵壓伏妄想
- 右四手施與願印於右腿前
- 左側第一手以訓誡印執絹索，象徵制服難調伏神眾
- 左二手作施無畏印
- 左三手握弓，象徵勝三界
- 左四手以禪定印托火焰珠甘露寶瓶（或稱長壽寶瓶）[1][8][9][10]，此法相與法天譯《佛說一切如來烏瑟膩沙最勝總持經》記載相近[11]，北京碧雲寺依藏傳佛教儀軌將叶衣佛母（漢傳稱葉衣觀音）、大白傘蓋佛母（漢傳稱白傘蓋佛頂）、聖救度佛母（漢傳稱多羅菩薩）、尊勝佛母（漢傳稱尊勝佛頂）同雕於圓形梵塔上[12]。

據稱由善無畏所譯的《尊勝佛頂脩瑜伽法軌儀》中，尊勝佛頂亦為白色身，不過其形象有數種。其一為頭戴五智冠，兩手置於肚臍下方如入禪定，手掌中承蓮華，華上有金剛鉤，跏趺坐於白蓮華座上；其二為輪王相，戴五佛寶冠，手執金剛鉤；其三為祈雨尊像，佛頂乘坐金翅鳥王，持金剛鉤「怒形向前搭勢」，金翅鳥王則「張翼忿怒，舉一足欲捉諸龍頭腦勢」，龍等皆合掌低頭。

## 咒語信仰
尊勝咒，又稱佛頂尊勝陀羅尼，學者郭元興認為此咒出現於兩次集會中，一次是釋迦牟尼佛在人間所說，為漢傳密宗的版本；另一次是無量壽佛在極樂世界所說，出自法天翻譯經典，此版本較漢傳密宗更長，且與藏傳譯本一致。
唸誦尊勝咒之修法稱為「尊勝法」，相傳蒙古俺答汗曾祈請第三世达赖喇嘛為其修持尊勝法以求病體康復，達賴喇嘛駐錫之寺院達蘭薩拉尊勝寺因此事件命名；又相傳日本第13世天台座主尊意曾依此法祈雨靈驗而受朝野尊重。
修持尊勝法時所畫之曼荼羅稱為尊勝曼荼羅、尊勝佛頂曼荼羅，有數種畫法，其中據傳由善無畏所譯的《尊勝佛頂脩瑜伽法軌儀》中繪有胎藏界毗盧遮那佛及白傘蓋佛頂、最勝佛頂、尊勝佛頂、光聚佛頂、勝佛頂、廣生佛頂、無邊聲佛頂、發生佛頂等八大佛頂。同儀軌另載祈雨曼荼羅，又稱甘露曼荼羅，以尊勝佛頂為主尊。
居庸關石刻洞券上繪有尊勝佛頂曼荼羅。

## 經典儀軌

### 經典咒語
- 《佛頂尊勝陀羅尼經》，唐佛陀波利譯
- 《佛說佛頂尊勝陀羅尼經》，唐義淨譯

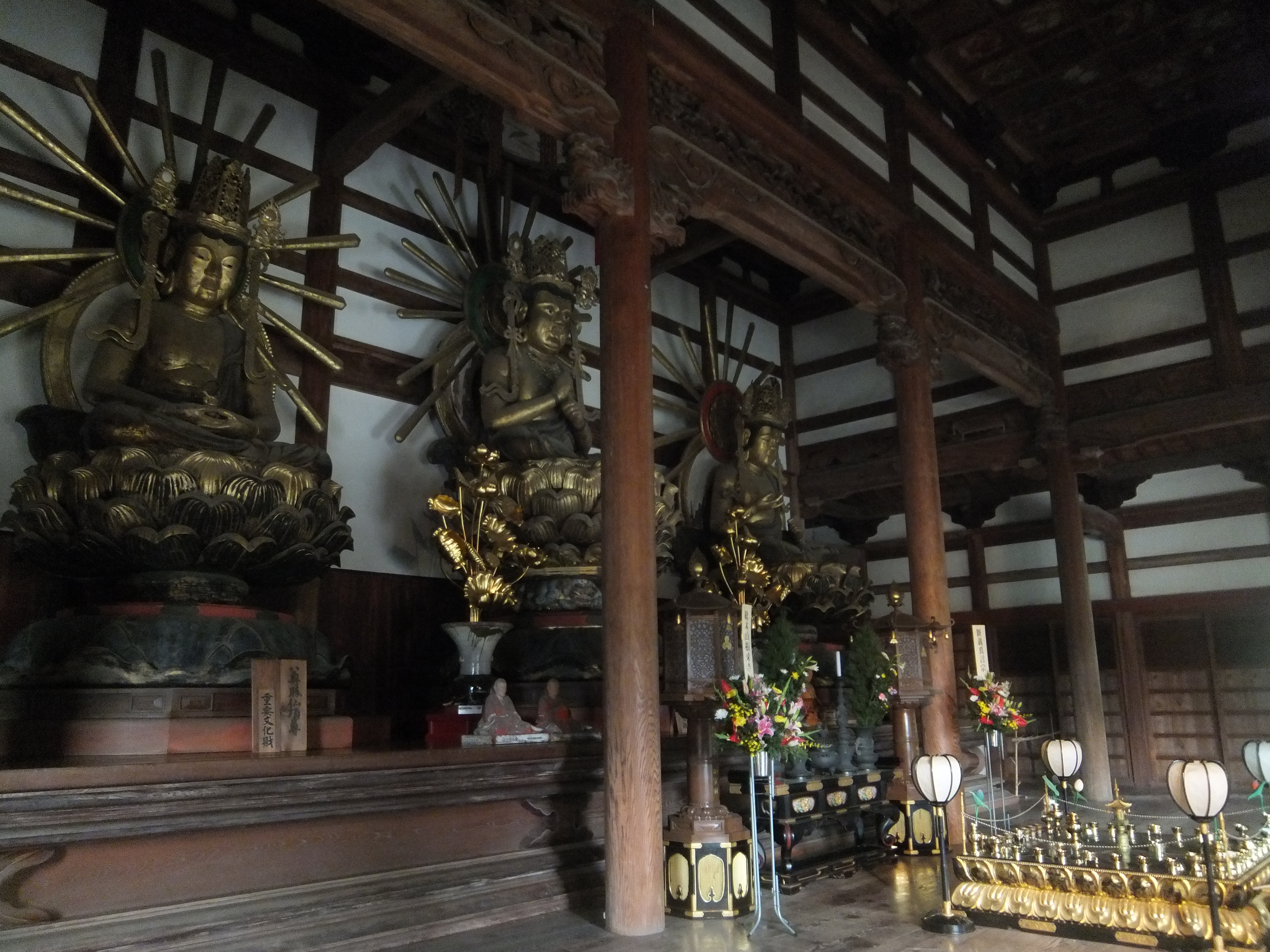
日本新義真言宗總本山、和歌山县根來寺大傳法堂內佛像，由左向右依序為尊勝佛頂、金刚界大日如來、金剛薩埵，約雕成於嘉慶元年至應永十二年（1387－1405年）間，皆為重要文化財。此組合被認為是由新義真言宗始祖覚鑁所創造

- 《加句靈驗佛頂尊勝陀羅尼記》，朝議大夫兼侍御史武徹述
- 《最勝佛頂陀羅尼淨除業障呪經》，大唐天竺三藏地婆诃罗奉制譯
- 《佛說一切如來烏瑟膩沙最勝總持經》，西天譯經三藏朝散大夫試鴻臚卿傳教大師臣法天詔譯
- 《最勝佛頂陀羅尼經》（僅有咒語），西天中印度摩伽陀國那爛陀寺三藏沙門賜紫法天譯

### 儀軌
- 《佛頂尊勝心破地獄轉業障出三界秘密三身佛果三種悉地真言儀軌》，簡稱《佛頂尊勝心儀軌》，唐善無畏譯[20]
- 《尊勝佛頂脩瑜伽法軌儀》，據傳為唐善無畏譯，有說為喜無畏所撰，又有說善無畏即喜無畏，在日本此經又名《尊勝佛頂真言修瑜伽經》、《尊勝佛頂修瑜伽儀軌》[21]

### 其他
- 《尊勝佛頂次第》，日本入唐八家之一真言宗常曉著[22]
- 《尊勝佛頂要文》，日本天台密教法曼流之祖相實著[23]

## 尊名辯證
尊勝佛頂又稱除障佛頂、除障佛頂輪王的說法見於據傳由善無畏所譯的《尊勝佛頂脩瑜伽法軌儀》及其他阿闍黎教導，不過學者郭元興依據《胎藏梵字真言》中所載真言，認為除障佛頂又可稱為「尾枳羅拏佛頂」（विकिरणोष्णीष、vikiraṇoṣṇīṣa），在《菩提場所說一字頂輪王經》中譯為「摧壞」或「摧碎」，其語意跟「尊勝」無關。
另方面郭元興認為尊勝佛頂與最勝佛頂、一字金輪佛頂同體，理由如下：
1. 最勝佛頂之梵名Uṣṇīṣa-vijayā與尊勝佛頂相同、「最勝」與「尊勝」兩詞僅為譯名不同。
2. 《大日經》和《蘇悉地羯羅經》中一字金輪佛頂又稱最勝佛頂。
3. 法天版本及藏傳版本的尊勝咒都附有一字金輪真言（一字金輪佛頂咒），此真言在漢譯密經《大方廣菩薩藏文殊師利根本儀軌經》中由聖無量壽智決定光明王如來（長壽佛、無量壽佛）傳授，亦為藏傳同一尊佛及尊勝佛母之种子字，藏傳也以尊勝佛母為此佛之脅侍。[2]

## 註解
1. ↑  除障佛頂、除障佛頂輪王二名在學界有爭議，詳見#尊名辯證
2. ↑  又稱三長壽佛，另二尊為無量壽佛（又稱聖無量壽智決定光明王如來、長壽佛[2]）、白度母（白多羅菩薩）。[1]
3. ↑  雖尊勝佛頂是否為除障佛頂尚有爭議，但由於最勝佛頂與除障佛頂同屬五佛頂之一，故此處仍援引同時包含兩者的相關記載。

## 參照
- 尊勝咒
- 佛頂尊勝陀羅尼經